# Shirataka (Yamagata)
Shirataka (白鷹町 Shirataka-machi?) es un pueblo localizado en la prefectura de Yamagata, Japón. En junio de 2019 tenía una población de 13.109 habitantes y una densidad de población de 83,1 personas por km². Su área total es de 157,71 km².

## Geografía

### Municipios circundantes
- Prefectura de Yamagata
  - Nagai
  - Nan'yo
  - Yamanobe
  - Asahi

## Demografía
Según datos del censo japonés, la población de Shirataka ha disminuido en los últimos años.
| Año del censo | Población |
| ------------- | --------- |
| 1995          | 17.706    |
| 2000          | 17.149    |
| 2005          | 16.331    |
| 2010          | 15.314    |
| 2015          | 14.175    |